# Else Gütschow
Else Gütschow, vollständig Sophia Maria Elisabeth Gütschow, verheiratete Polaczek (* 22. November 1865 in Lübeck-Niendorf; † 11. Februar 1908 in Straßburg) war eine deutsche Historikerin und Kunsthistorikerin. Sie war die erste Frau, die an der Universität Straßburg promoviert wurde.

## Leben
Else Gütschow war die zweite Tochter des Gutspächters Ludwig Theodor Gütschow (1832–1908) und dessen Frau Maria Elisabeth, geborene Fehling (1838–1886). Margarethe Gütschow war ihre jüngere Schwester; Carl Philipp Gütschow und Johannes Christoph Fehling waren ihre Großväter. Sie wurde von Hauslehrern unterrichtet und besuchte das Roquettesche private Lehrerinnenseminar in Lübeck. Seit dieser Zeit bestand die Freundschaft mit ihrer Mitschülerin Franziska zu Reventlow, die die Gütschowschwestern in ihrem autobiographische Roman Ellen Olestjerne unter dem Familiennamen Seebohm auftreten ließ. Gemeinsam gehörten sie in Lübeck dem liberalen Ibsenclub an, in dem sich junge Leute trafen, um sich über moderne Literatur auszutauschen, und den „eine Aura von Geheimnis und Skandalträchtigkeit umgab“. Nach Alken Bruhns stand Else Gütschow im Zentrum dieses Kreises.
Nach dem Schulabschluss war sie insgesamt sieben Jahre als Erzieherin tätig, ein Jahr in Kassel, zwei Jahre in London und vier Jahre in Moskau. Anschließend zog sie nach Zürich und legte hier 1898 nach externer Vorbereitung die Maturitätsprüfung ab. An der Universität Zürich, der Wegbereiterin für das Frauenstudium im deutschen Sprachraum, studierte sie drei Semester lang Geschichte, Nationalökonomie, Kunstgeschichte und Anglistik. Sie war Vorsitzende des Verbandes weiblicher Studierender. Als 1900 sich nur noch Schweizer als Hörer einschreiben durften, wechselte sie an die Universität Straßburg. Hier konnte sie allerdings nur als Hospitantin (Gasthörerin) eingeschrieben sein, aber „dank ihren hervorragenden Fähigkeiten und ihrem Wissen gelang es ihr, das dort noch vorherrschende Vorurteil gegen weibliche Studierende zu überwinden.“
1903 wurde sie als erste Frau in Straßburg mit einer von Harry Bresslau betreuten Dissertation zu Innozenz III. promoviert. Sie widmete die Arbeit dem früh verstorbenen Straßburger Historiker Ernst Sackur (1862–1901).
Sie gehörte einem Freundeskreis um Helene Bresslau und Albert Schweitzer an. Elly Heuss-Knapp würdigte sie in ihrem Straßburger Erinnerungsbuch Ausblick vom Münsterturm: „Die erste Straßburger Studentin, Else Gütschow, später Frau Dr. Polaczek, war unser Stolz und hatte den größten Einfluß auf uns.“ Mehrere Jahre lehrte sie Kunstgeschichte an Töchterschulen.
Gemeinsam mit Helene Bresslau setzte sie sich für Frauenrechte und Frauenfürsorge ein. Für Heimarbeiterinnen gründete sie einen Straßburger Zweig-Gewerkverein der Heimarbeiterinnen. Auch das Mutterheim in Straßburg hat sie mitgegründet.
1906 heiratete sie den Kunsthistoriker Ernst Polaczek. Sie starb im Kindbett. Ihren Lübecker Nachruf schrieb ihre Freundin Natalia Kulenkamp, geb. Mannhardt, eine Tochter von Julius Mannhardt und Ehefrau von Eduard Kulenkamp.

## Werke
- Innocenz III. und England: eine Darstellung seiner Beziehungen zu Staat und Kirche. München [u. a.]: Oldenbourg 1904 (= Historische Bibliothek 180, zugl. Straßburg, Univ., Diss., 1903 (Digitalisat, Internet Archive))
- Führer durch das Strassburger Münster. Strassburg: Luib 1912